# CB Estudiantes

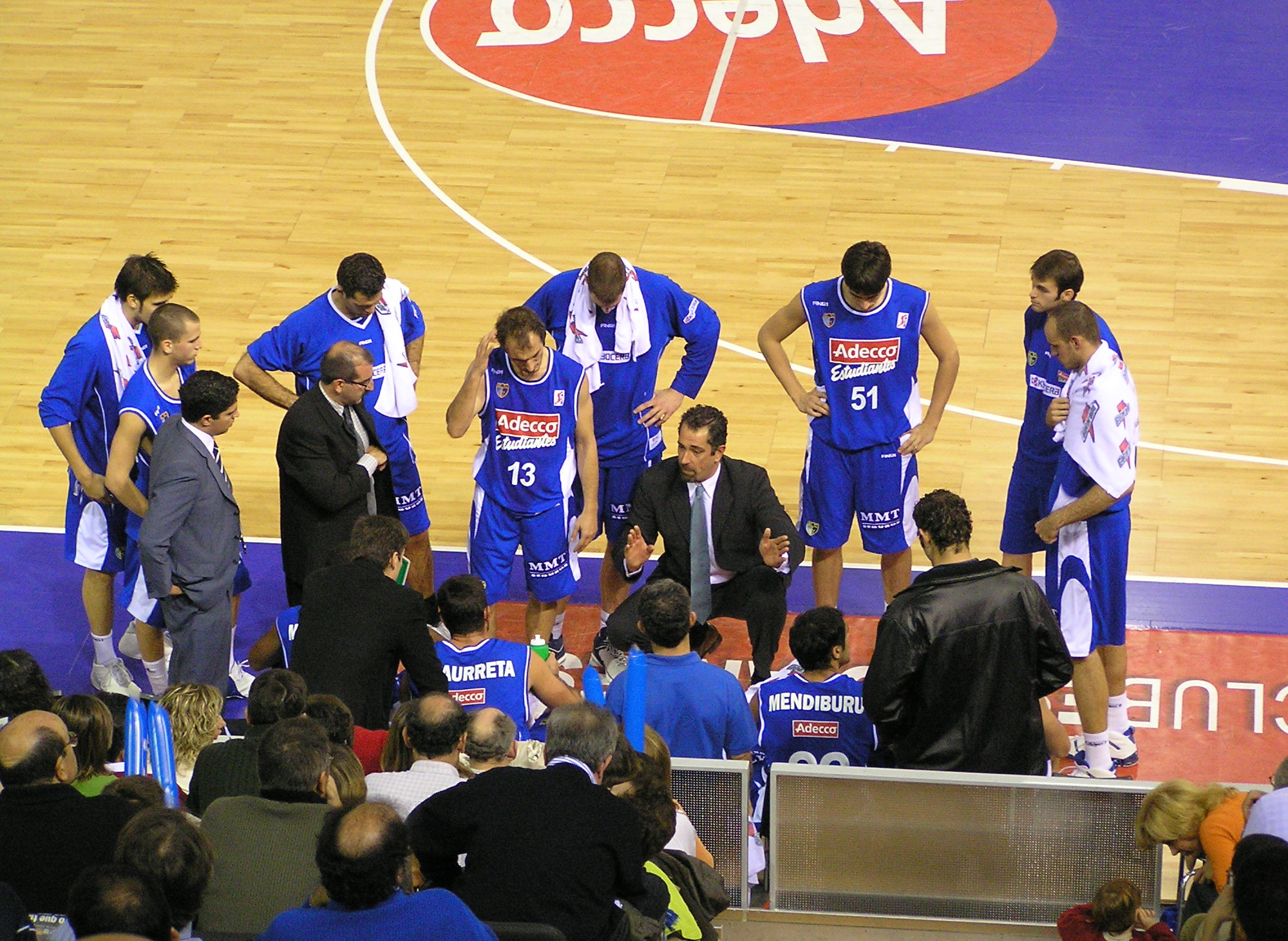
Auszeit im Spiel Estudiantes-Pamesa, ACB, 19. November 2005

Der Club Baloncesto Estudiantes ist ein Basketballverein aus der spanischen Hauptstadt Madrid. Das Team spielt in der zweiten spanischen Basketballliga, der LEB Oro. Derzeit trägt der Club den Namen Movistar Estudiantes.

## Erfolge
1963, 1992 und 2000 gewann der Verein die Copa. In den Jahren 1962, 1973, 1975 und 1971 war man Copa-Vizemeister. Auch in der Liga war man 1962/63, 1966/67, 1980/81 und 2003/04 jeweils Vizemeister. Der Klub war eines der Gründungsmitglieder der LEB Oro. In der Saison 2011/12 belegte Estudiantes mit Rang 17 einen Abstiegsplatz, womit der Klub, nach 55 Jahren in der höchsten Spielklasse, erstmals in der Vereinsgeschichte in die zweite Division abgestiegen wäre. Da jedoch die beiden Aufsteiger Menorca Bàsquet und CB 1939 Canarias nicht die nötigen finanziellen Mittel aufbringen konnten, um sich in den spanischen Ligaverband Asociación de Clubs de Baloncesto (ACB) einzuschreiben, behielten die Madrilenen ihren Startplatz in der ersten Liga. Auch 2015/16 beendete der Klub die Meisterschaft auf einem Abstiegsplatz, erneut konnte sich Estudiantes jedoch aufgrund der strengen Aufnahmeregeln des Ligaverbandes, die keiner der Aufsteiger erfüllen konnte, in der höchsten Spielklasse halten. 2019/20 war es hingegen die COVID-19-Pandemie, die dem Klub zugutekam. Als der Wettbewerb im März 2020 nach 23 von 34 Spieltagen unterbrochen wurde, lag die Mannschaft auf dem letzten Tabellenplatz. Die Meisterschaft wurde letztlich in einem verkürzten Endrundenturnier zwischen den zwölf bestplatzierten Teams zu Ende gespielt, Absteiger gab es in jener Saison nicht. Die Liga 2020/21 beendete Estudiantes auf dem 18. und vorletzten Platz und konnte diesmal den ersten Abstieg in die zweite Division nach 65 Jahren Erstklassigkeit nicht verhindern.
Seit 1973 nahm man 23-mal am Europapokal teil. Den herausragendsten Erfolg bildet dabei die Finalteilnahme im Korać-Cup in der Saison 1998/99.

### Platzierungen in der Liga española
| - 1956–1957 Primera División: 5 - 1957–1958 Primera División: 5 - 1958–1959 Primera División: 6 - 1959–1960 Primera División: 10 - 1960–1961 Primera División: 7 - 1961–1962 Primera División: 3 - 1962–1963 Primera División: 2 - 1963–1964 Primera División: 5 - 1964–1965 Primera División: 4 |  | - 1965–1966 Primera División: 6 - 1966–1967 Primera División: 3 - 1967–1968 Primera División: 2 - 1968–1969 Primera División: 5 - 1969–1970 Primera División: 5 - 1970–1971 Primera División: 8 - 1971–1972 Primera División: 5 - 1972–1973 Primera División: 4 - 1973–1974 Primera División: 4 |  | - 1974–1975 Primera División: 7 - 1975–1976 Primera División: 4 - 1976–1977 Primera División: 6 - 1977–1978 Primera División: 7 - 1978–1979 Primera División: 4 - 1979–1980 Primera División: 8 - 1980–1981 Primera División: 2 - 1981–1982 Primera División: 11 - 1982–1983 Primera División: 10 |

### Platzierungen in der Liga ACB
| - 1983–1984 Liga ACB: 13 - 1984–1985 Liga ACB: 7 - 1985–1986 Liga ACB: 5 - 1986–1987 Liga ACB: 5 - 1987–1988 Liga ACB: 5 - 1988–1989 Liga ACB: 10 - 1989–1990 Liga ACB: 4 - 1990–1991 Liga ACB: 3 |  | - 1991–1992 Liga ACB: 3 - 1992–1993 Liga ACB: 4 - 1993–1994 Liga ACB: 4 - 1994–1995 Liga ACB: 7 - 1995–1996 Liga ACB: 3 - 1996–1997 Liga ACB: 3 - 1997–1998 Liga ACB: 5 - 1998–1999 Liga ACB: 4 |  | - 1999–2000 Liga ACB: 3 - 2000–2001 Liga ACB: 6 - 2001–2002 Liga ACB: 4 - 2002–2003 Liga ACB: 4 - 2003–2004 Liga ACB: 2 - 2004–2005 Liga ACB: 4 - 2005–2006 Liga ACB: 8 - 2006–2007 Liga ACB: 9 |  | - 2007–2008 Liga ACB: 14 - 2008–2009 Liga ACB: 13 - 2009–2010 Liga ACB: 7 - 2010–2011 Liga ACB: 12 - 2011–2012 Liga ACB: 17 - 2012–2013 Liga ACB: 12 - 2013–2014 Liga ACB: 16 - 2014–2015 Liga ACB: 13 |  | - 2015–2016 Liga ACB: 17 - 2015–2017 Liga ACB: 11 - 2017–2018 Liga ACB: 11 - 2018–2019 Liga ACB: 16 - 2019–2020 Liga ACB: 18 - 2020–2021 Liga ACB: 18 |